# تراست بيلوت
تراست بيلوت هو موقع ويب لإسنضافة المراجعات على مختلف الأعمال على الإنترنت وموقع مراجعات أنشئ في 1 أغسطس 2007، يقع مقره الرئيسي في الدنمارك.
يقدم الموقع خدمات فريميوم للشركات. تعتمد الشركة على المستخدمين والبرامج وفريق الامتثال للإبلاغ عن المراجعات التي تنتهك إرشادات محتوى وإزالتها من المنصة. لدى الشركة مكاتب في نيويورك ودنفر ولندن وكوبنهاغن وفيلنيوس وبرلين وملبورن، وتوظف أكثر من 700 شخص.

## تأسيس الشركة
تأسست تراست بيلوت على يد الرئيس التنفيذي الحالي للشركة، بيتر هولتن مولمان، في الدنمارك في عام 2007. بدأ بيتر الشركة عندما بدأ والديه التسوق عبر الإنترنت. في ذلك الوقت، كان يدرس في جامعة آرهوس، كلية إدارة الأعمال والعلوم الاجتماعية، حيث غادر الجامعة لاحقًا لمتابعة تراست بيلوت.
بعد جمع 3 ملايين دولار من التمويل المبكر للمشروع من 2008 إلى 2010، تلقت تراست بيلوت أول ضخ لرأس المال من SEED Capital و Northzone الدنمارك وفي نوفمبر 2011. بعد ذلك بعام واحد، استثمرت شركات إندكس فينشرز و SEED Capital Denmark و Northzone حوالي 13 مليون دولار في تمويل المرحلة ب في تراست بيلوت، والتي استخدمتها الشركة للنمو الدولي.

## وصلات خارجية
- الموقع الرسمي